# Liste der Monuments historiques in Proverville
Die Liste der Monuments historiques in Proverville führt die Monuments historiques in der französischen Gemeinde Proverville auf.

## Liste der Immobilien
| Bezeichnung                    | Beschreibung           | Standort                 | Kennzeichnung | Schutzstatus | Datum | Bild           |
| ------------------------------ | ---------------------- | ------------------------ | ------------- | ------------ | ----- | -------------- |
| Kirche Assomption-de-la-Vierge | ab dem 12. Jahrhundert | Place de l’Église (Lage) | PA10000017    | Inscrit      | 2001  | weitere Bilder |

## Liste der Objekte
| Bezeichnung                      | Beschreibung                                                                           | Standort                                     | Kennzeichnung | Schutzstatus | Datum | Bild |
| -------------------------------- | -------------------------------------------------------------------------------------- | -------------------------------------------- | ------------- | ------------ | ----- | ---- |
| Skulptur Heiliger Genesius       | Holz, übertüncht, 19. Jahrhundert                                                      | in der Kirche Assomption-de-la-Vierge (Lage) | PM10004593    | Inscrit      | 1980  |      |
| Skulptur Madonna                 | Holz, übertüncht, 16. Jahrhundert                                                      | in der Kirche Assomption-de-la-Vierge (Lage) | PM10004590    | Inscrit      | 1979  |      |
| Grabstein des Chassechat         | Kalkstein, 16. Jahrhundert (bezeichnet 1557?)                                          | in der Kirche Assomption-de-la-Vierge (Lage) | PM10001648    | Classé       | 1913  |      |
| Skulptur Unterweisung Mariens    | Kalkstein, farbig gefasst, 16. Jahrhundert                                             | in der Kirche Assomption-de-la-Vierge (Lage) | PM10001653    | Classé       | 1980  |      |
| Skulptur Heiliger Nikolaus       | Holz, übertüncht, 16. Jahrhundert                                                      | in der Kirche Assomption-de-la-Vierge (Lage) | PM10001659    | Classé       | 1983  |      |
| Skulptur Petrus                  | Holz, farbig gefasst, 17. Jahrhundert                                                  | in der Kirche Assomption-de-la-Vierge (Lage) | PM10001656    | Classé       | 1980  |      |
| Chorschranke                     | Schmiedeeisen, vergoldet, 18. Jahrhundert                                              | in der Kirche Assomption-de-la-Vierge (Lage) | PM10001649    | Classé       | 1980  |      |
| Relief Abendmahl                 | Tür der Tabernakels; Alabaster und Holz, farbig gefasst und vergoldet, 17. Jahrhundert | in der Kirche Assomption-de-la-Vierge (Lage) | PM10001651    | Classé       | 1980  |      |
| Skulptur Madonna mit Kind        | Kalkstein, farbig gefasst, bezeichnet 1543                                             | in der Kirche Assomption-de-la-Vierge (Lage) | PM10004588    | Inscrit      | 1979  |      |
| Gedenktafel an eine Messstiftung | Kupfer, bezeichnet 1653; Verbleib unbekannt                                            | in der Kirche Assomption-de-la-Vierge (Lage) | PM10004591    | Inscrit      | 1979  |      |
| Gemälde Heiliger Genesius        | Ölfarbe auf Leinwand, 1854 von Victor-François-Eloi Biennourry                         | in der Kirche Assomption-de-la-Vierge (Lage) | PM10004964    | Classé       | 2008  |      |
| Skulptur Heiliger Dionysius      | Holz, übertüncht, 16. Jahrhundert                                                      | in der Kirche Assomption-de-la-Vierge (Lage) | PM10001660    | Classé       | 1983  |      |
| Grabstein für Ogier Besongneur   | Kalkstein, bezeichnet 1503                                                             | in der Kirche Assomption-de-la-Vierge (Lage) | PM10001647    | Classé       | 1913  |      |
| Kredenz                          | Holz, bemalt und vergoldet, 18. Jahrhundert                                            | in der Kirche Assomption-de-la-Vierge (Lage) | PM10004587    | Inscrit      | 1979  |      |
| Kruzifix                         | Holz, farbig gefasst, 16. Jahrhundert                                                  | in der Kirche Assomption-de-la-Vierge (Lage) | PM10004589    | Inscrit      | 1979  |      |
| Skulptur Paulus                  | Holz, übertüncht, 17. Jahrhundert                                                      | in der Kirche Assomption-de-la-Vierge (Lage) | PM10001654    | Classé       | 1980  |      |
| Gemälde Heilung am Teich Betesda | Ölfarbe auf Leinwand, zweites Viertel des 18. Jahrhunderts                             | in der Kirche Assomption-de-la-Vierge (Lage) | PM10001652    | Classé       | 1980  |      |
| Skulptur Christus in der Rast    | Kalkstein, farbig gefasst, 18. Jahrhundert                                             | in der Kirche Assomption-de-la-Vierge (Lage) | PM10004592    | Inscrit      | 1980  |      |
| Piscina                          | Kalkstein, bezeichnet 1581                                                             | in der Kirche Assomption-de-la-Vierge (Lage) | PM10004647    | Inscrit      | 1979  |      |
| Skulptur Heiliger Bernhard       | Holz, übertüncht, 17. Jahrhundert                                                      | in der Kirche Assomption-de-la-Vierge (Lage) | PM10001655    | Classé       | 1980  |      |
| Kommuniontisch                   | Schmiedeeisen, vergoldet, 18. Jahrhundert                                              | in der Kirche Assomption-de-la-Vierge (Lage) | PM10001650    | Classé       | 1980  |      |
| Skulptur eines heiligen Bischofs | Kalkstein, übertüncht, 16. Jahrhundert                                                 | in der Kirche Assomption-de-la-Vierge (Lage) | PM10001661    | Classé       | 1983  |      |
| Skulptur Verkündigungsengel      | Kalkstein, farbig gefasst, 17. Jahrhundert                                             | in der Kirche Assomption-de-la-Vierge (Lage) | PM10001658    | Classé       | 1983  |      |
| Reliquienschrein                 | Holz, vergoldet, 14. Jahrhundert                                                       | in der Kirche Assomption-de-la-Vierge (Lage) | PM10001657    | Classé       | 1980  |      |